# フットゴルフ
フットゴルフ（英: footgolf）は、サッカーとゴルフを融合させたような形態のニュースポーツの一種。ゴルフクラブとゴルフボールの代わりに競技者自身の足とサッカーボールを使って行うゴルフであり、ゴルフ同様コースに設けられたホール（穴、カップとも）にいかに少ない打数で入れられるかを競う。
国際フットゴルフ連盟 (FIFG) が国際的な競技統括団体であり、日本では日本フットゴルフ協会が競技を統括している。2012年6月にハンガリーで第1回ワールドカップが開催されたのを契機とし、2017年現在日本を含む40の国と地域がFIFGに加盟、世界1,500か所にコースが設けられている。
2024年のオリンピック正式種目を目指し、スポーツアコードへ申請をし正式にオブザーバーとして承認された。

## 概要
11人制のサッカーで使用される5号球を使用し、ゴルフ場の9ホールまたは18ホールを回って、全ホールでの打数の合計の少なさを競うストロークプレーで順位を決定する。基本的なルールはゴルフに準じており、襟付きシャツなどのゴルフウェアの着用が義務づけられている。また、コースの芝を保護するため、サッカースパイクの使用は禁止されており、フットサルなどのインドア用のサッカーシューズを着用する。カップは直径約53cm（21インチ）、深さ30cm以上のものを使用し、グリーンではなくラフなどに設置される。パーはゴルフ同様3〜5で設定されることが多いが飛距離についてはゴルフよりも短く設定されており、最短では40ヤード級、最長では200ヤード程度の距離でプレーされる。
類似のスポーツには1920年代から1930年代にかけてアメリカで流行したコードボールがあり、ゴルフとサッカーを融合させたようなルールという点で共通している。

## 歴史
フットゴルフの起源は定かではないが、2006年ごろに複数の国で同時的に発生したと推定される。現在のルールは2008年にオランダで第1回大会が開催されるのに合わせ、のちに国際フットゴルフ連盟の理事長を務めることとなるミハエル・ヤンセンによって策定されたもので、それ以前は統一されたルールはなく、オランダとベルギーのプロサッカー選手が混ざり合って遊んでいたものだった。統一ルールの制定に先立ちフットゴルフは2010年ごろにアルゼンチンに伝わり、2011年にはアメリカでフットゴルフリーグが設立された。
ヤンセンが策定したルールは、元プロサッカー選手でありヤンセンの友人であるヴィレム・コルステンに影響を受けている。コルステンはかつてプレミアリーグのトッテナム・ホットスパーFCに在籍していたころ、チームメイトがトレーニングの終わりに「ボールを出来るだけ短い時間で更衣室に蹴って片付ける」という遊びをしていたのを目にしており、ヤンセンはコルステンから聞いたこの話に着想を得た。
現在国際的にフットゴルフを統括している国際フットゴルフ連盟 (FIFG) は、2012年6月にハンガリーで第1回フットゴルフワールドカップの開催が行われている最中に結成された。設立時点の加盟団体はオランダ、アルゼンチン、アメリカ、ハンガリーなどを含む10の加盟国・地域であったが、翌2013年には17か国・地域に、2014年には日本なども加盟して28か国・地域に増加し 2017年には４０カ国に達している。日本では2014年（平成26年）2月に日本フットゴルフ協会が設立されたほか、同年4月には第1回フットボールゴルフジャパンオープンが開催された。
2017年よりFIFGが定めるワールドツアーがスタート、これによりワールドランキングが設定されて1000名を超える選手が初年度のツアーに参加した。
そのワールドツアーの最高峰 FIFG1000（優勝ポイント 1000pt）が年間６カ国のみ開催を許され、2017年の最終戦が日本で行われた。
場所はゴルフトーナメントも開催される 名門 軽井沢72ゴルフ 105名の選手が参加 11箇所の国と地域から選手が集まった。
同大会には日本代表として元サッカー日本代表 岩本輝雄 元浦和レッズ 堀之内聖 元U-17サッカー日本代表 財前宣之 が選出された。（岩本照雄は怪我のため辞退）

### ゴルフとの関係
フットゴルフの誕生は若年層のゴルフ人口の減少が進んだのと同時期で、この時期に相当する2006年から2014年の間にはアメリカで643施設のゴルフ場が閉鎖となっている。このような中でフットゴルフはゴルフ人口の減少により経営難に陥っているゴルフ場に貢献しており、全米プロゴルフ協会と世界ゴルフ財団はフットゴルフの貢献を公式に認めたうえで、フットゴルフはゴルフ自体の成長も促しうる存在であると言及した。。

## 日本のフットゴルフ
2014年に一般社団法人日本フットゴルフ協会が発足 初代会長に松浦新平が就任。
2017年現在は10,000人がプレーし、国内最高峰の大会【フットゴルフジャパンオープン】は年内で33回大会まで予定されている。
2017年10月には、国内初となるFIFGが定めるワールドツアー「FIFGメジャー」が、軽井沢72ゴルフ南コースで3日間に渡って開催された。
2017年現在、フットゴルフ用のコースを常設しているのは、TBC太陽クラブ（栃木県小山市）、群馬カントリークラブ（群馬県利根郡みなかみ町）、キャメルゴルフリゾート（千葉県御宿町）、アイランドゴルフリゾート三田SOUTHコース（兵庫県三田市）、富士の杜ゴルフクラブ（静岡県駿東郡小山町）、となっている。『ジャパンオープン』は常設コースにいくつかの非常設コースを加えて毎月1度程度の間隔で開催されている。

## 関連競技
- ミニフットゴルフ - 簡易的にどこでもフットゴルフを楽しめるよう改良した競技。地面に穴を掘る必要はなく、専用のカップキットを使用する[15]。ホールインワンチャレンジスタイルで行うパターンが多い。